# Worry About Me
Worry About Me – singiel brytyjskiej piosenkarki Ellie Goulding znajdujący się na jej czwartym studyjnym  albumie pt. Brightest Blue wydany nakładem wytwórni Polydor Records w formacie Digital download 13 marca 2020 roku. W piosence Goulding towarzyszy amerykański raper Blackbear.

## Historia
Premiera utworu została przyspieszona z powodu wycieku, który nastąpił na początku marca 2020. Artystka 5 marca za pośrednictwem portali społecznościowych podpowiedziała, iż Worry About Me będzie duetem do którego zaprosiła amerykańskiego rapera Blackbear'a a swoją premierę mieć będzie 13 marca -"„Odkąd jeden z was postanowił to wykraść ... Przyjdzie po ciebie w następny piątek".
W jednym z wywiadów Ellie odniosła się do ponownej współpracy z producentem Ilya Salmanzadeh oraz tekściarzami Peterem Svenssonem i Savanem Kotechą:

Uwielbiam z nimi współpracować i czuję się, jakbyśmy byli dziwnymi duchami” - mówi. „Wszyscy dorastaliśmy, słuchając tego samego rodzaju rzeczy i doceniamy tę samą muzykę pop. Kiedy piszę z nimi, jest to coś w rodzaju formuły, ale jest to również dawanie. Pozwalają piosenkarzom pop oderwać się od walki. Widziałem to z piosenkarzami takimi jak Sam Smith, Taylor Swift i Ariana [Grande]. Daje im to możliwość odkrywania czegoś, o czym zawsze chcieli pisać lub notatki, którą zawsze chcieli trafić. Po prostu wydobywają inną część mojej osobowości.”.

W wywiadzie dla portalu Entertainment Weekly Goulding również wypowiedziała się na temat rapera Blackbear:

"Kiedy usłyszałem „Hot Girl Bummer” (utwór Blackbear), po prostu poczułem, że ten facet ma coś fajnego w sobie, świetny głos i świetne teksty. Zawsze mam dobre przeczucia co do ludzi. Ma odpowiednią osobowość i jest niezwykle utalentowany. Kiedy odesłał swoje pliki, byłem pod takim wrażeniem, że udało mu się uchwycić istotę piosenki - lepiej niż ja sama. Wiedziałem, że moje instynkty dobrze mi podpowiedziały jeśli chodzi niego.".

Ellie o piosence: "Napisałam „Worry About Me” o relacji, w której facet chciał mnie wtedy, kiedy było mu to na rękę, dokładnie w momencie, w którym chciałam o nim zapomnieć. Celowo użyłam ironii, bo nie jest tak, że czuję żal, po prostu cala sytuacja mnie bawi. Pisanie tego kawałka w słonecznym LA było odświeżające, bo wcześniej komponowałam głównie mroczne kawałki w Nowym Jorku."
Na temat utwory wypowiedział się również współwyznawca  Blackbear dodaje: – Pasywna, ale dość opisowa opowieść o niezależności, charyzmie i odpowiednim nastawieniu, o tym, że gładki posąg wciąż stoi. Ellie to dla mnie głos Wielkiej Brytanii, wyjątkowa artystka i człowiek. Nie wahałem się ani chwili, gdy otrzymałem propozycję współpracy. Dodatkowo zrobiliśmy szalony klip, w którym doczekałem się brata bliźniaka („Nie wierzcie bliźniaczkom” w mrocznej wersji dla dorosłych, jeśli chcecie tak to nazwać).

## Teledysk
Teledysk swoją premierę miał na oficjalnym koncie YouTube Ellie Goulding kilka godzin po udostępnieniu piosenki. Reżyserem obrazu został Emil Nava, który wcześniej już współpracował z artystką.
Teledysk kręcony był w USA. 31 marca 2020 na YouTube Ellie Goulding pojawiło się wideo z planu teledysk, zaś miesiąc później reżyserska wersja klipu.

## Opinie krytyków
Na potrzeby bloga „Idolator”, Mike Wass wyraził napisał, że Goulding „zapewnia jej (piosence) niezależność” na torze, „mówiąc panu Clingy'owi, żeby przestał węszyć wokół swojej firmy, ponieważ ona bawi się [...] nad grzmiącymi uderzeniami Ilyi”, podsumowując, że to „sztos”.
Z kolei Caian Nunes z Popline napisała, że Goulding znajduje „świetną inspirację w hip-hopie” na torze „bez utraty popu [dźwięku]”.

## Lista utworów
- Digital download (13 marca 2020)[10]

1. Worry About Me feat. blackbear  – 2:59

## Notowania na listach przebojów
| Kraj              | Lista (2022)                                   | Najwyższa pozycja |
| ----------------- | ---------------------------------------------- | ----------------- |
| Izrael            | (Media Forest)                                 | 5                 |
| Nowa Zelandia     | Nowa Zelandia Hot Singles (Recorded Music NZZ) | 16                |
| Szkocja           | (Official Charts Company)                      | 69                |
| Wielka Brytania   | UK Singles Chart (Official Charts Company)     | 78                |
| Stany Zjednoczone | Hot Digital Songs (Billboard)                  | 50                |
| Stany Zjednoczone | Mainstream Top 40 (Billboard)                  | 33                |